# Optare Solo

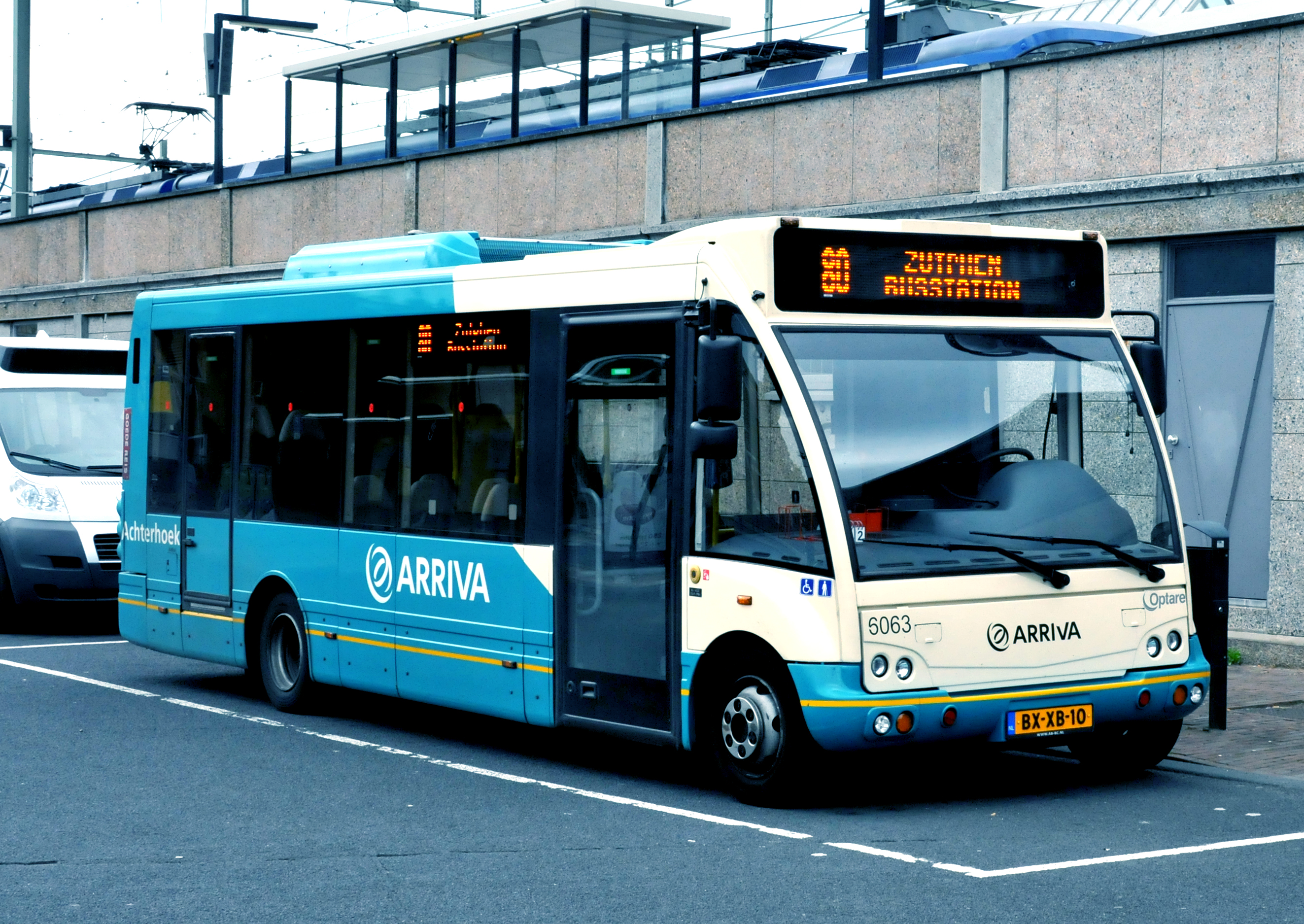
Optare Solo bij Arriva

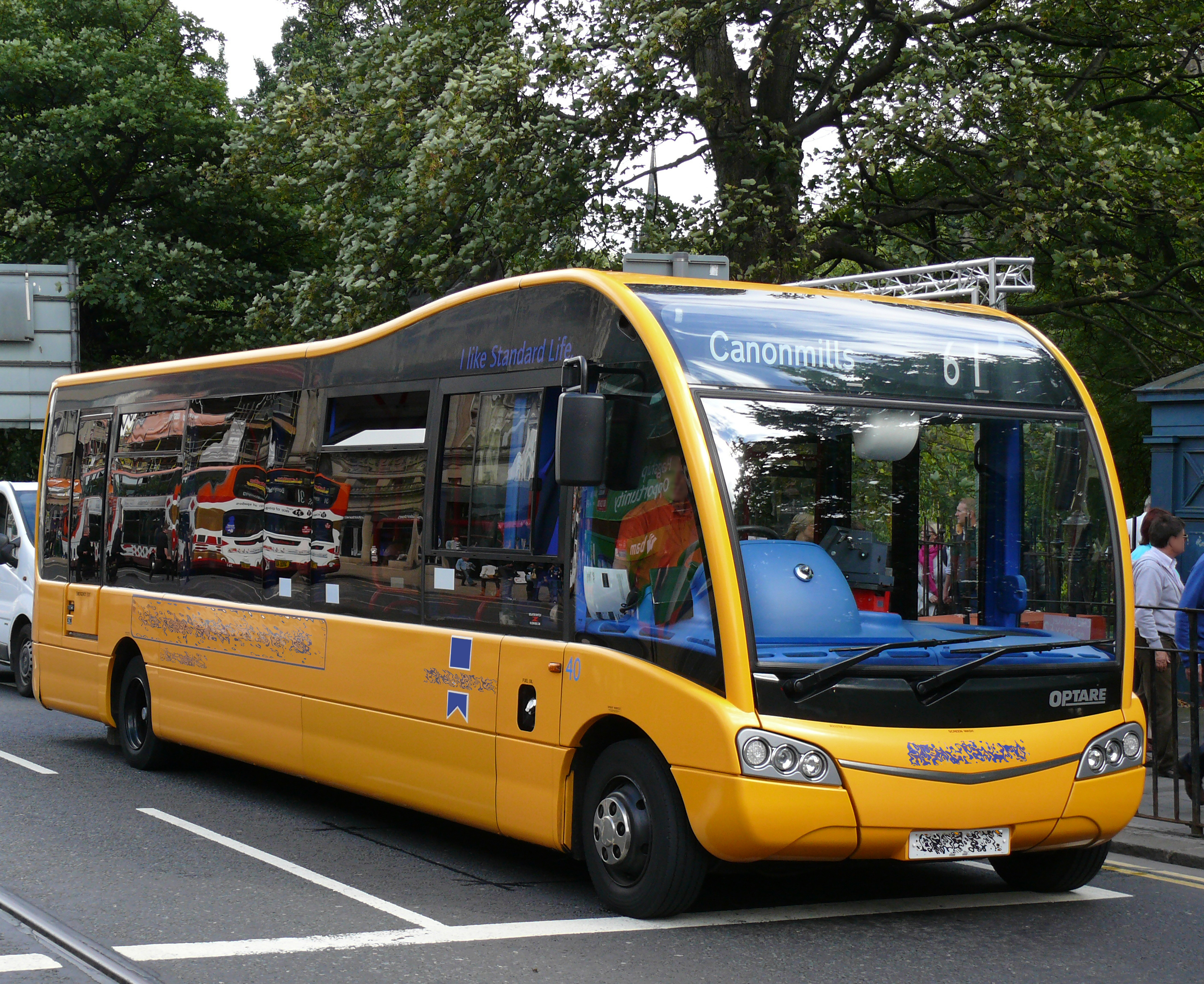
Optare Solo SR

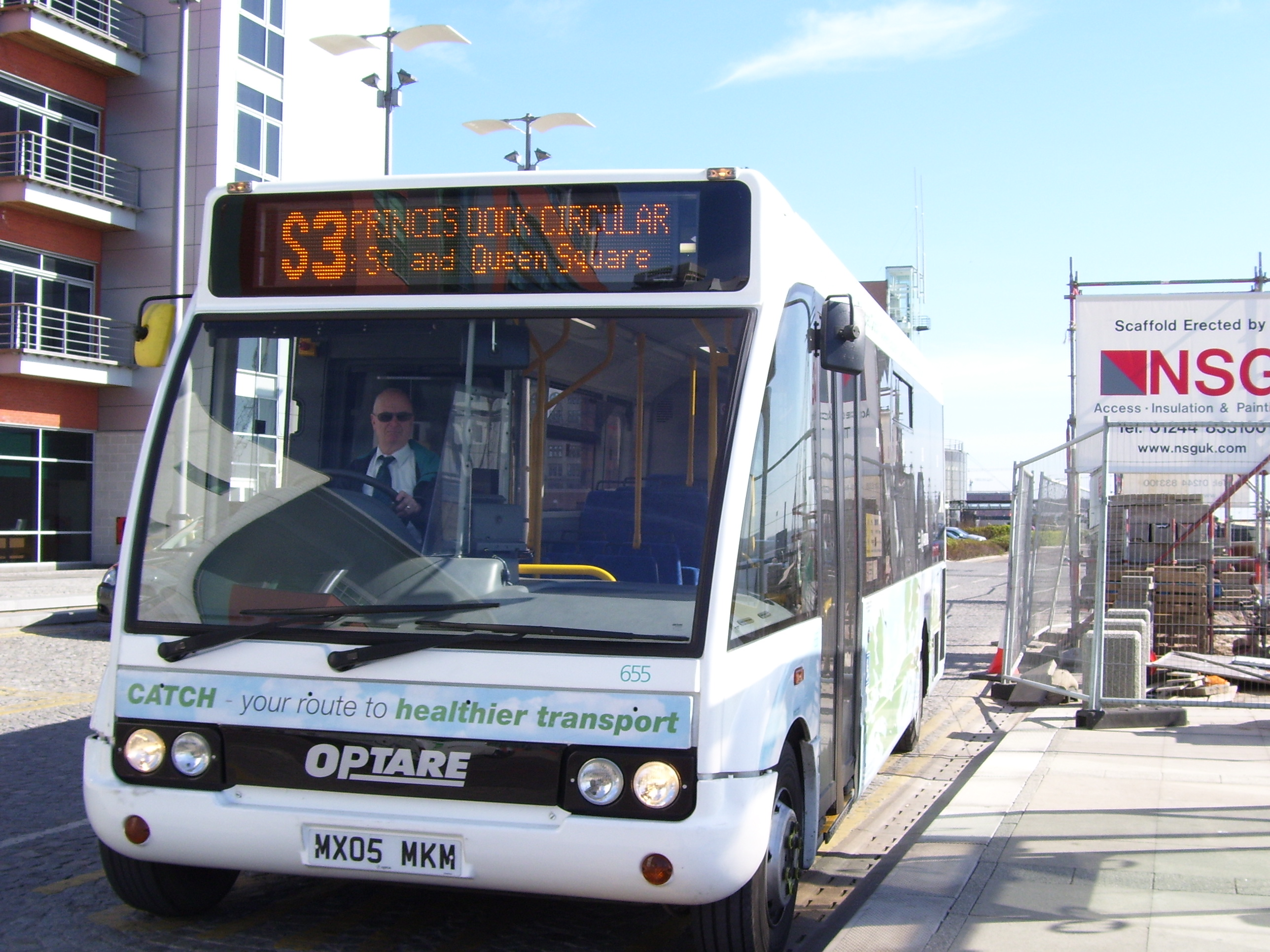
Hybride Optare Solo

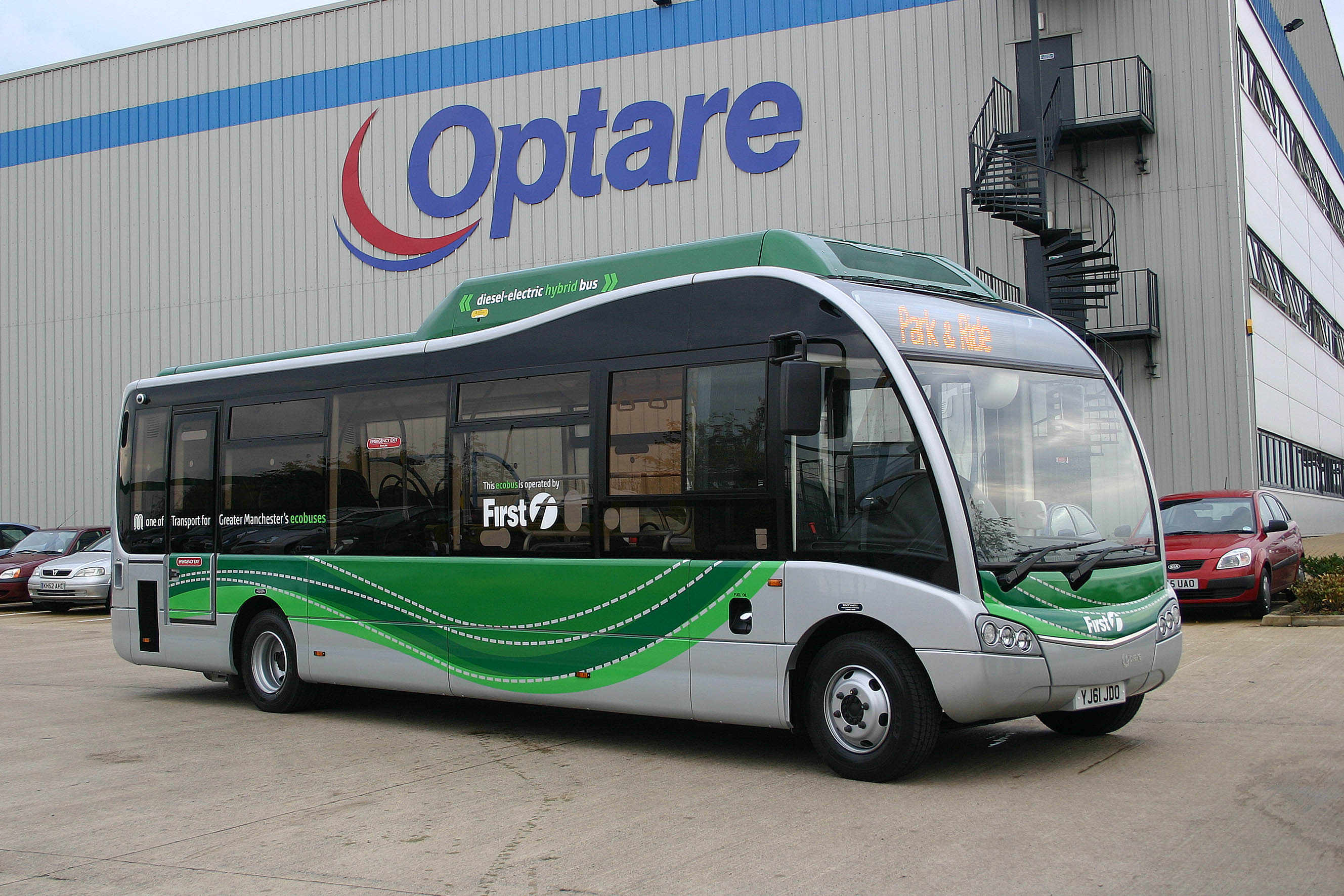
Optare Solo SR-H

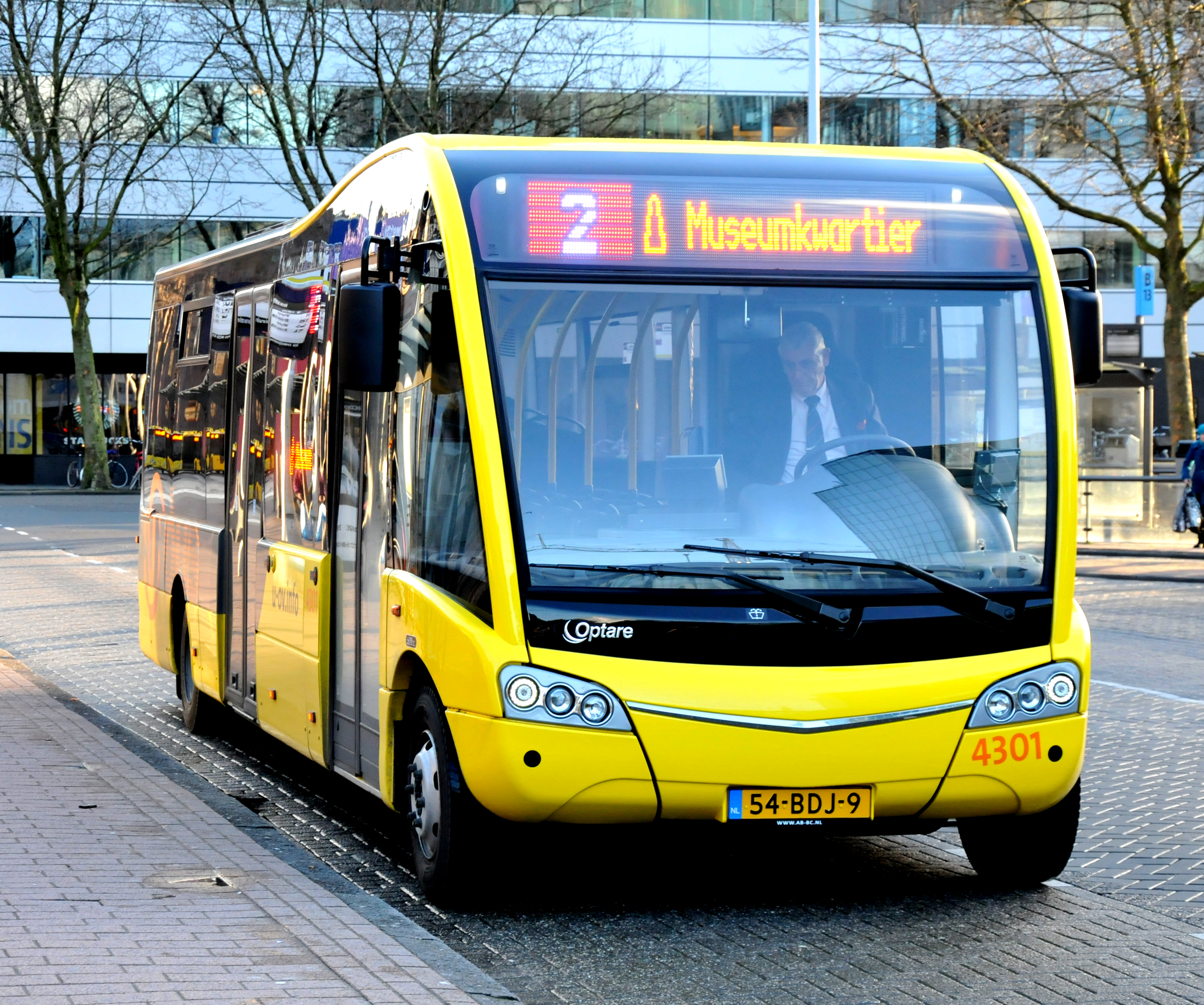
Optare Solo SR-EV

De Optare Solo is een lagevloer-midibus van de Britse bussenbouwer Optare, gebouwd in Leeds, Verenigd Koninkrijk sinds 1997. De naam Solo duidt op de lage vloer van de bus, die met 200 mm zo laag (so low) is. Met het innovatieve design, met de voorste as geplaatst voor de toegangsdeur ontving het type de Millennium Product-award.

## Geschiedenis
Sinds 1997 werd de Optare Solo geproduceerd volgens het originele ontwerp. In 2012 ging dit ontwerp met pensioen. In 2004 werd een smallere versie van de Solo geïntroduceerd, de Slimline. In 2006 werd een kortere versie van de Optare Solo gelanceerd, de SE. Deze versie was met 7,1m de kortste op dat moment. In november 2007 werd de SR-versie geïntroduceerd, die een gestroomlijnder front had. De SR was een restyle van het oude ontwerp en was gebaseerd op het ontwerp van de Optare Versa. In maart 2009 kwam een elektrische versie op de markt, genaamd EV (Electric Version). In 2008 werd de Solo+ geïntroduceerd; dit was een volledig vernieuwd ontwerp, ter ere van het tienjarig bestaan van de Optare Solo. Echter kreeg dit type weinig belangstelling en kwam niet verder dan een prototype.
Vanaf 3 januari 2012 wordt de Solo geproduceerd volgens het SR-ontwerp. Vanaf dat moment zijn alleen nog de M710SE, M780SE, M900SR en M970SR versies in productie.

## Constructie
De Solo is een bus die modulair is gebouwd, waardoor verschillende varianten van de bus zijn te maken in diverse lengtes.
In totaal waren er tot 2012 acht varianten, namelijk:
- M710SE
- M780SE
- M810
- M880
- M950
- M990
- M900SR
- M970SR

Na 2012 kwamen er tien nieuwe varianten, namelijk:
- M7200SE-R
- M7900SE-R
- M9000SR
- M9700SR
- M820SR-H
- M925SR-H
- M995SR-H
- M820SR-EV
- M925SR-EV
- M995SR-EV

## Technische specificaties

### Modellen tot 2012
|                      | M710SE                                                | M780SE                                                | M810                                                  | M880                                                  | M950                                                  | M990                                                  | M900SR                                                | M970SR                                                |
| -------------------- | ----------------------------------------------------- | ----------------------------------------------------- | ----------------------------------------------------- | ----------------------------------------------------- | ----------------------------------------------------- | ----------------------------------------------------- | ----------------------------------------------------- | ----------------------------------------------------- |
| Lengte*              | 7 100 mm                                              | 7 800 mm                                              | 8 140 mm                                              | 8 840 mm                                              | 9 540 mm                                              | 9 900 mm                                              | 9 002 mm                                              | 9 702 mm                                              |
| Breedte              | 2 336 mm                                              | 2 336 mm                                              | Slimline: 2 336 mm Full width: 2 466 mm               | Slimline: 2 336 mm Full width: 2 466 mm               | Slimline: 2 336 mm Full width: 2 466 mm               | Slimline: 2 336 mm Full width: 2 466 mm               | 2 507 mm                                              | 2 507 mm                                              |
| Hoogte               | 2 730 mm                                              | 2 730 mm                                              | 2 730 mm                                              | 2 730 mm                                              | 2 730 mm                                              | 2 730 mm                                              | 2 775 mm                                              | 2 775 mm                                              |
| Stahoogte interieur  | 2 420 mm                                              | 2 420 mm                                              | 2 420 mm                                              | 2 420 mm                                              | 2 420 mm                                              | 2 420 mm                                              | 2 420 mm                                              | 2 420 mm                                              |
| Wielbasis            | 4 135 mm                                              | 4 825 mm                                              | 5 175 mm                                              | 5 875 mm                                              | 6 575 mm                                              | 6 935 mm                                              | 5 875 mm                                              | 6 225 mm                                              |
| Vooroverbouw         | 653 mm                                                | 653 mm                                                | 653 mm                                                | 653 mm                                                | 653 mm                                                | 653 mm                                                | 815 mm                                                | 815 mm                                                |
| Achteroverbouw*      | 2 312 mm                                              | 2 312 mm                                              | 2 312 mm                                              | 2 312 mm                                              | 2 312 mm                                              | 2 312 mm                                              | 2 312 mm                                              | 2 312 mm                                              |
| Vloerhoogte          | 265 mm                                                | 265 mm                                                | 265 mm                                                | 265 mm                                                | 265 mm                                                | 265 mm                                                | 265 mm                                                | 265 mm                                                |
| Vloerhoogte knielend | 200 mm                                                | 200 mm                                                | 200 mm                                                | 200 mm                                                | 200 mm                                                | 200 mm                                                | 200 mm                                                | 200 mm                                                |
| Motor                | Mercedes-Benz OM904LA, Cummins ISBe, MAN D0834 Euro 4 | Mercedes-Benz OM904LA, Cummins ISBe, MAN D0834 Euro 4 | Mercedes-Benz OM904LA, Cummins ISBe, MAN D0834 Euro 4 | Mercedes-Benz OM904LA, Cummins ISBe, MAN D0834 Euro 4 | Mercedes-Benz OM904LA, Cummins ISBe, MAN D0834 Euro 4 | Mercedes-Benz OM904LA, Cummins ISBe, MAN D0834 Euro 4 | Mercedes-Benz OM904LA, Cummins ISBe, MAN D0834 Euro 4 | Mercedes-Benz OM904LA, Cummins ISBe, MAN D0834 Euro 4 |
| Vermogen             | 91/110 kW, 138 kW, 132 kW                             | 91/110 kW, 138 kW, 132 kW                             | 91/110 kW, 138 kW, 132 kW                             | 91/110 kW, 138 kW, 132 kW                             | 91/110 kW, 138 kW, 132 kW                             | 91/110 kW, 138 kW, 132 kW                             | 91/110 kW, 138 kW, 132 kW                             | 91/110 kW, 138 kW, 132 kW                             |
| Zitplaatsen          | 23                                                    | 24                                                    | 29                                                    | 33                                                    | 37                                                    | 41                                                    | 33                                                    | 37                                                    |

*=De lengte en achteroverbouw wordt 250 mm langer, wanneer een MAN of Cummins motor wordt toegepast

### Standaardmodellen na 2012
|                      | M7200SE-R                                                                   | M7900SE-R                                                                   | M9000SR                                                                     | M9260SR                                                                     | M9700SR                                                                     | M9960SR                                                                     |
| -------------------- | --------------------------------------------------------------------------- | --------------------------------------------------------------------------- | --------------------------------------------------------------------------- | --------------------------------------------------------------------------- | --------------------------------------------------------------------------- | --------------------------------------------------------------------------- |
| Lengte               | 7 270 mm                                                                    | 7 960 mm                                                                    | 9 010 mm*                                                                   | 9 260 mm                                                                    | 9 710 mm*                                                                   | 9 960 mm                                                                    |
| Breedte              | 2 340 mm                                                                    | 2 340 mm                                                                    | Slimline: 2 340 mm Full width: 2 500 mm                                     | Slimline: 2 340 mm Full width: 2 500 mm                                     | Slimline: 2 340 mm Full width: 2 500 mm                                     | Slimline: 2 340 mm Full width: 2 500 mm                                     |
| Hoogte               | 2 775 mm 2 885 mm**                                                         | 2 775 mm 2 885 mm**                                                         | 2 775 mm                                                                    | 2 885 mm**                                                                  | 2 775 mm                                                                    | 2 885 mm**                                                                  |
| Stahoogte interieur  | 2 420 mm                                                                    | 2 420 mm                                                                    | 2 420 mm                                                                    | 2 420 mm                                                                    |                                                                             |                                                                             |
| Wielbasis            | 4 135 mm                                                                    | 4 835 mm                                                                    | 5 875 mm                                                                    | 5 875 mm                                                                    | 6 575 mm                                                                    | 6 575 mm                                                                    |
| Vooroverbouw         | 815 mm                                                                      | 815 mm                                                                      | 815 mm                                                                      | 815 mm                                                                      | 815 mm                                                                      | 815 mm                                                                      |
| Achteroverbouw*      | 2 320 mm                                                                    | 2 320 mm                                                                    | 2 320 mm                                                                    | 2 570 mm                                                                    | 2 320 mm                                                                    | 2 570 mm                                                                    |
| Vloerhoogte          | 265 mm                                                                      | 265 mm                                                                      | 265 mm                                                                      | 265 mm                                                                      | 265 mm                                                                      | 265 mm                                                                      |
| Vloerhoogte knielend | 200 mm                                                                      | 200 mm                                                                      | 200 mm                                                                      | 200 mm                                                                      | 200 mm                                                                      | 200 mm                                                                      |
| Motor                | Mercedes-Benz OM904LA / Mercedes OM934LA Cummins ISBe 6 cilinder 138 kW MAN | Mercedes-Benz OM904LA / Mercedes OM934LA Cummins ISBe 6 cilinder 138 kW MAN | Mercedes-Benz OM904LA / Mercedes OM934LA Cummins ISBe 6 cilinder 138 kW MAN | Mercedes-Benz OM904LA / Mercedes OM934LA Cummins ISBe 6 cilinder 138 kW MAN | Mercedes-Benz OM904LA / Mercedes OM934LA Cummins ISBe 6 cilinder 138 kW MAN | Mercedes-Benz OM904LA / Mercedes OM934LA Cummins ISBe 6 cilinder 138 kW MAN |
| Vermogen             | SE: 95 kW / 127 pk SR: 115 kW / 154 pk 130 kW 150 kW                        | SE: 95 kW / 127 pk SR: 115 kW / 154 pk 130 kW 150 kW                        | SE: 95 kW / 127 pk SR: 115 kW / 154 pk 130 kW 150 kW                        | SE: 95 kW / 127 pk SR: 115 kW / 154 pk 130 kW 150 kW                        | SE: 95 kW / 127 pk SR: 115 kW / 154 pk 130 kW 150 kW                        | SE: 95 kW / 127 pk SR: 115 kW / 154 pk 130 kW 150 kW                        |
| Zitplaatsen          | 23                                                                          | 24                                                                          | 33                                                                          | 30 - 31                                                                     | 37                                                                          | 34 - 35                                                                     |

*=De lengte en achteroverbouw wordt 250 mm langer, wanneer een het gaat om een hybride versie; **=Afhankelijk van het type

### Hybridemodellen na 2012
|                      | M820SR-H                                | M925SR-H                                | M995SR-H                                |
| -------------------- | --------------------------------------- | --------------------------------------- | --------------------------------------- |
| Lengte               | 8 210 mm                                | 9 250 mm                                | 9 950 mm                                |
| Breedte              | Slimline: 2 340 mm Full width: 2 500 mm | Slimline: 2 340 mm Full width: 2 500 mm | Slimline: 2 340 mm Full width: 2 500 mm |
| Hoogte               | 3 134 mm                                | 3 134 mm                                | 3 134 mm                                |
| Stahoogte interieur  | 2 420 mm                                | 2 420 mm                                | 2 420 mm                                |
| Wielbasis            | 4 835 mm                                | 5 875 mm                                | 6 575 mm                                |
| Vooroverbouw         | 815 mm                                  | 815 mm                                  | 815 mm                                  |
| Achteroverbouw       | 2 560 mm                                | 2 560 mm                                | 2 560 mm                                |
| Vloerhoogte          | 265 mm                                  | 265 mm                                  | 265 mm                                  |
| Vloerhoogte knielend | 200 mm                                  | 200 mm                                  | 200 mm                                  |
| Motor                | Mercedes-Benz OM904LA                   | Mercedes-Benz OM904LA                   | Mercedes-Benz OM904LA                   |
| Vermogen             | 130 kW / 154 pk                         | 130 kW / 154 pk                         | 130 kW / 154 pk                         |
| Zitplaatsen          | 29                                      | 33                                      | 37                                      |

### Elektrische versie na 2012
|                      | M820SR-EV                            | M925SR-EV                            | M995SR-EV                            |
| -------------------- | ------------------------------------ | ------------------------------------ | ------------------------------------ |
| Lengte               | 8 210 mm                             | 9 250 mm                             | 9 950 mm                             |
| Breedte              | 2 500 mm                             | 2 500 mm                             | 2 500 mm                             |
| Hoogte               | 2 775 mm                             | 2 775 mm                             | 2 775 mm                             |
| Stahoogte interieur  | 2 420 mm                             | 2 420 mm                             | 2 420 mm                             |
| Wielbasis            | 4 835 mm                             | 5 875 mm                             | 6 575 mm                             |
| Vooroverbouw         | 815 mm                               | 815 mm                               | 815 mm                               |
| Achteroverbouw       | 2 560 mm                             | 2 560 mm                             | 2 560 mm                             |
| Vloerhoogte          | 265 mm                               | 265 mm                               | 265 mm                               |
| Vloerhoogte knielend | 200 mm                               | 200 mm                               | 200 mm                               |
| Motor                | Magtec P144 “Zero emission” electric | Magtec P144 “Zero emission” electric | Magtec P144 “Zero emission” electric |
| Vermogen             | 150 kW                               | 150 kW                               | 150 kW                               |
| Zitplaatsen          | 29                                   | 33                                   | 37                                   |

## Inzet
Hoewel de meeste Solo's rijden in het Verenigd Koninkrijk, is er ook een aantal bussen geëxporteerd naar andere landen, waaronder Denemarken, Nederland, Zweden en Zuid-Afrika. Bij Veolia Transport rijden 2 van deze bussen. Voormalig reden ze op de stadsdienst van Harderwijk, maar na afloop van de concessie Veluwe rijden ze daar niet meer en zijn ze verhuisd naar West-Brabant. Bij Syntus reden 5 van deze bussen op de stadsdienst van Apeldoorn en 20 van deze bussen op de streekdienst van de Veluwe en de stadsdienst van Harderwijk en Ede. Daarnaast had ook Arriva 7 bussen rijden voor de concessie Achterhoek-Rivierenland. Ook in Denemarken rijden een aantal van deze bussen.
| Vervoersmaatschappij     | Type       | Series      | Aantal     | Inzet                                                                       | Opmerking                                                                               | Afbeelding |
| Denemarken               | Denemarken | Denemarken  | Denemarken | Denemarken                                                                  | Denemarken                                                                              | Denemarken |
| ------------------------ | ---------- | ----------- | ---------- | --------------------------------------------------------------------------- | --------------------------------------------------------------------------------------- | ---------- |
| Arriva Danmark           | M920L      | 1754 - 1760 | 7          | Roskilde                                                                    |                                                                                         |            |
| Helsingør Turisttrafik   | M920L      | 3101 - 3105 | 5          | Helsingør                                                                   |                                                                                         |            |
| Nederland                |            |             |            |                                                                             |                                                                                         |            |
| Arriva                   | M810       | 6061 - 6067 | 7          | Achterhoek - Rivierenland                                                   | Sinds maart 2018 buiten dienst en daarna geëxporteerd.                                  |            |
| BBA                      | M780       | 4601 - 4602 | 2          | Stadsdienst Harderwijk                                                      | Overgegaan naar Veolia Transport                                                        |            |
| Fietax                   | M780       | Onbekend    | 2          | Tourvervoer                                                                 | Ex-Veolia 4601 en 4602.                                                                 |            |
| Syntus                   | M810       | 3306 - 3312 | 7          | Twente                                                                      | Deels afkomstig uit Veluwe, deels uit 5306-5309. 3312 via Almere terug naar Gelderland. |            |
| Syntus                   | M810       | 5306 - 5309 | 4          | Concessie Zutphen, Hengelo, Oldenzaal                                       | In 2013 vernummerd naar 3306 - 3309. Later naar Twente.                                 |            |
| Syntus                   | M810       | 5310 - 5325 | 16         | Streekvervoer Veluwe                                                        | 5310 - 5312 naar Twente en vernummerd naar 3310 - 3312.                                 |            |
| Syntus                   | M810       | 5351 - 5355 | 5          | Stadsvervoer Apeldoorn                                                      |                                                                                         |            |
| Syntus                   | M900SR     |             | 1          |                                                                             | Reed tijdelijk op proef.                                                                |            |
| U-OV                     | SR         | 1039        | 1          | BRU (lijn 2)                                                                | Reed tot een onbekend moment als reservebus op lijn 2.                                  |            |
| U-OV                     | M995SR-EV  | 4301-4303   | 3          | BRU (lijn 2)                                                                | Volledig elektrisch. In maart 2020 uit dienst gegaan                                    |            |
| Veolia Transport         | M780       | 4601 - 4602 | 2          | Tot december 2010 stadsdienst Harderwijk. Na december 2010 in West-Brabant. | Ex-BBA 4601 - 4602 Verhuurd aan Zwaluw Reizen.                                          |            |
| Zwaluw Reizen            | M780       | 4601 - 4602 | 2          | West-Brabant                                                                | Ex-BBA Gehuurd van Veolia Transport.                                                    |            |
| Verenigd Koninkrijk      |            |             |            |                                                                             |                                                                                         |            |
| A1A Travel               | M780       | 40, 43 - 49 | 8          | Birkenhead                                                                  |                                                                                         |            |
| Arriva Southern Counties | M920       | 1450        | 1          | Horsham                                                                     | Hybride bus                                                                             |            |
| Arriva Southern Counties | M850       | 1455        | 1          | Tonbridge                                                                   |                                                                                         |            |
| Arriva Southern Counties | M970SR     | ??          | 6          | ??                                                                          |                                                                                         |            |
| Zweden                   |            |             |            |                                                                             |                                                                                         |            |
| BK Invest AB             | ??         | 2           | ??         | ??                                                                          |                                                                                         |            |
| Luleå Lokaltrafik AB     | ??         | 311         | 1          | Luleå                                                                       |                                                                                         |            |
| Nobina Sverige AB        | ??         | 7681-7682   | 2          | ??                                                                          |                                                                                         |            |
| Zuid-Afrika              |            |             |            |                                                                             |                                                                                         |            |
| MyCiTi                   | M970SR     | ??          | 190        | Kaapstad                                                                    | Deuren aan weerszijden van de bus.                                                      |            |